# Nuoto in acque libere ai campionati mondiali di nuoto 2017 - 25 km maschili
La gara dei 25 km in acque libere maschili dei campionati mondiali di nuoto 2017 è stata disputata il 21 luglio nelle acque del lago Balaton, nella regione ungherese del Transdanubio, a partire dalle ore 8:30. Alla gara hanno preso parte 28 atleti provenienti da 18 nazioni.
La competizione è stata vinta dal nuotatore francese Axel Reymond, mentre l'argento e il bronzo sono andati rispettivamente all'italiano Matteo Furlan e al russo Evgenij Dratcev.

## Risultati
| Posizione | Atleta               | Nazionalità | Tempo     | Ritardo  |
| --------- | -------------------- | ----------- | --------- | -------- |
| 1         | Axel Reymond         | Francia     | 5h02'46"4 | -        |
| 2         | Matteo Furlan        | Italia      | 5h02'47"0 | +0"6     |
| 3         | Evgenij Dratcev      | Russia      | 5h02'49"8 | +3"4     |
| 4         | Simone Ruffini       | Italia      | 5h02'53"1 | +6"7     |
| 5         | Chip Peterson        | Stati Uniti | 5h03'43"0 | +56"6    |
| 6         | Gergely Gyurta       | Ungheria    | 5h04'00"7 | +1'14"3  |
| 7         | Vitaliy Khudyakov    | Kazakistan  | 5h04'36"1 | +1'49"7  |
| 8         | Sergej Bol'šakov     | Russia      | 5h04'49"8 | +2'03"4  |
| 9         | Marcel Schouten      | Paesi Bassi | 5h04'53"0 | +2'06"6  |
| 10        | Andreas Waschburger  | Germania    | 5h06'14"1 | +3'27"7  |
| 11        | Sören Meißner        | Germania    | 5h06'20"4 | +3'34"0  |
| 12        | Evgenij Pop Acev     | Macedonia   | 5h06'23"4 | +3'37"0  |
| 13        | Allan do Carmo       | Brasile     | 5h06'55"7 | +4'09"3  |
| 14        | Santiago Enderica    | Ecuador     | 5h08'54"8 | +6'08"4  |
| 15        | Yōsuke Miyamoto      | Giappone    | 5h11'32"1 | +8'45"7  |
| 16        | Shahar Resman        | Israele     | 5h11'35"1 | +8'48"7  |
| 17        | Yuval Safra          | Israele     | 5h12'26"5 | +9'40"1  |
| 18        | Matěj Kozubek        | Rep. Ceca   | 5h13'17"0 | +10'30"6 |
| 19        | Taiki Nonaka         | Giappone    | 5h13'35"5 | +10'49"1 |
| 20        | Guillermo Bertola    | Argentina   | 5h13'46"9 | +11'00"5 |
| 21        | Jack Brazier         | Australia   | 5h16'35"0 | +13'48"6 |
| 22        | Victor Colonese      | Brasile     | 5h27'14"2 | +24'27"8 |
| 23        | Haythem Abdelkhalek  | Tunisia     | 5h42'50"7 | +40'04"3 |
| 24        | Saleh Mohammad       | Siria       | 5h47'08"2 | +44'21"8 |
| 25        | Kenessary Kenenbayev | Kazakistan  | 5h49'57"5 | +47'11"1 |
| -         | Simon Lamar          | Stati Uniti | DNF       | -        |
| -         | Kristóf Rasovszky    | Ungheria    | DNF       | -        |
| -         | Logan Fontaine       | Francia     | DNF       | -        |